# Fibre végétale
Pour les articles homonymes, voir Fibre (homonymie).

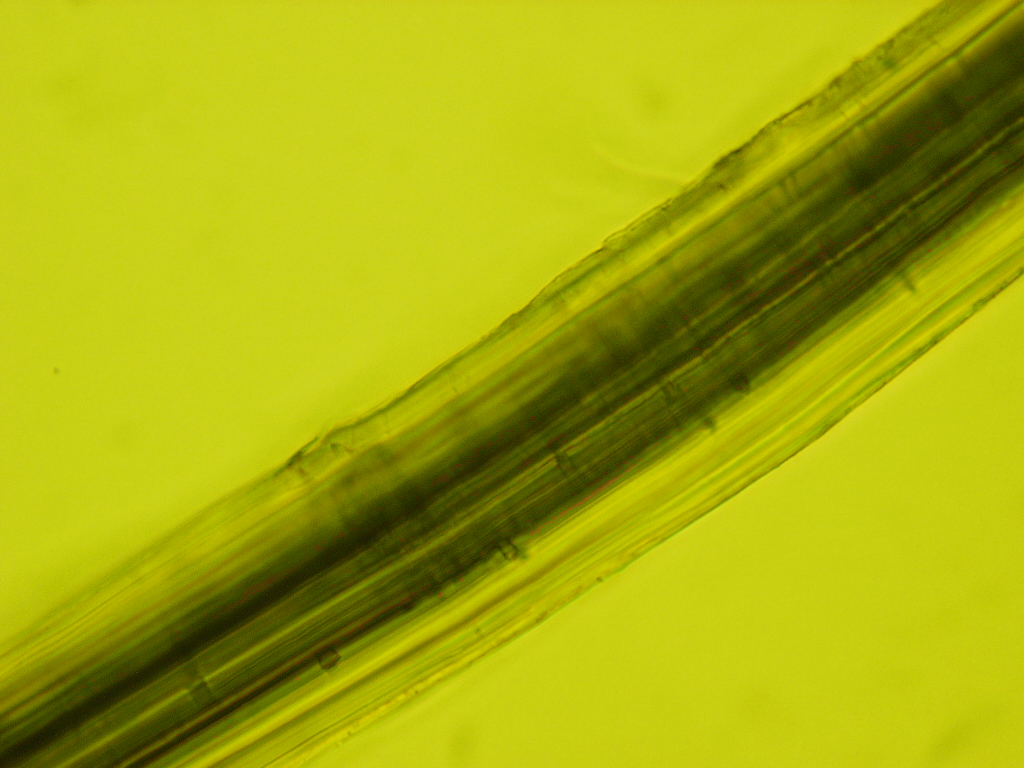
Gros plan sur une fibre d'abaca.

Une fibre végétale est une expansion cellulaire filiforme et morte, principalement composée de cellulose, d'hémicelluloses, de lignines, et de pectines. Elle est isolée ou compose avec d'autres un faisceau.
Les fibres végétales peuvent permettre aux industriels des matériaux de réduire leur dépendance vis-à-vis du pétrole, grâce à leurs propriétés mécaniques, leur faible densité, leur résistance thermique, leur absorption phonique, leurs propriétés de surface, et leur biodégradabilité.

## Historique
Au XIXe siècle, les plantes à fibres (lin et chanvre) étaient largement cultivées car leurs fibres alimentaient l'industrie textile, l'industrie papetière, et la marine à voile. Les évolutions techniques (métier à tisser, machine à vapeur, techniques de récolte et de transformation du coton) ont fait chuter la demande en fibres végétales, entraînant une réduction importante des surfaces cultivées. En France, en 1862, les cultures de plantes à fibres occupaient 205 000 ha. Elles sont passées à 40 000 ha en 1911, et sont remontées à 65 400 ha en 1990-2008.

## Plantes à fibres
Fibres des parois des tiges

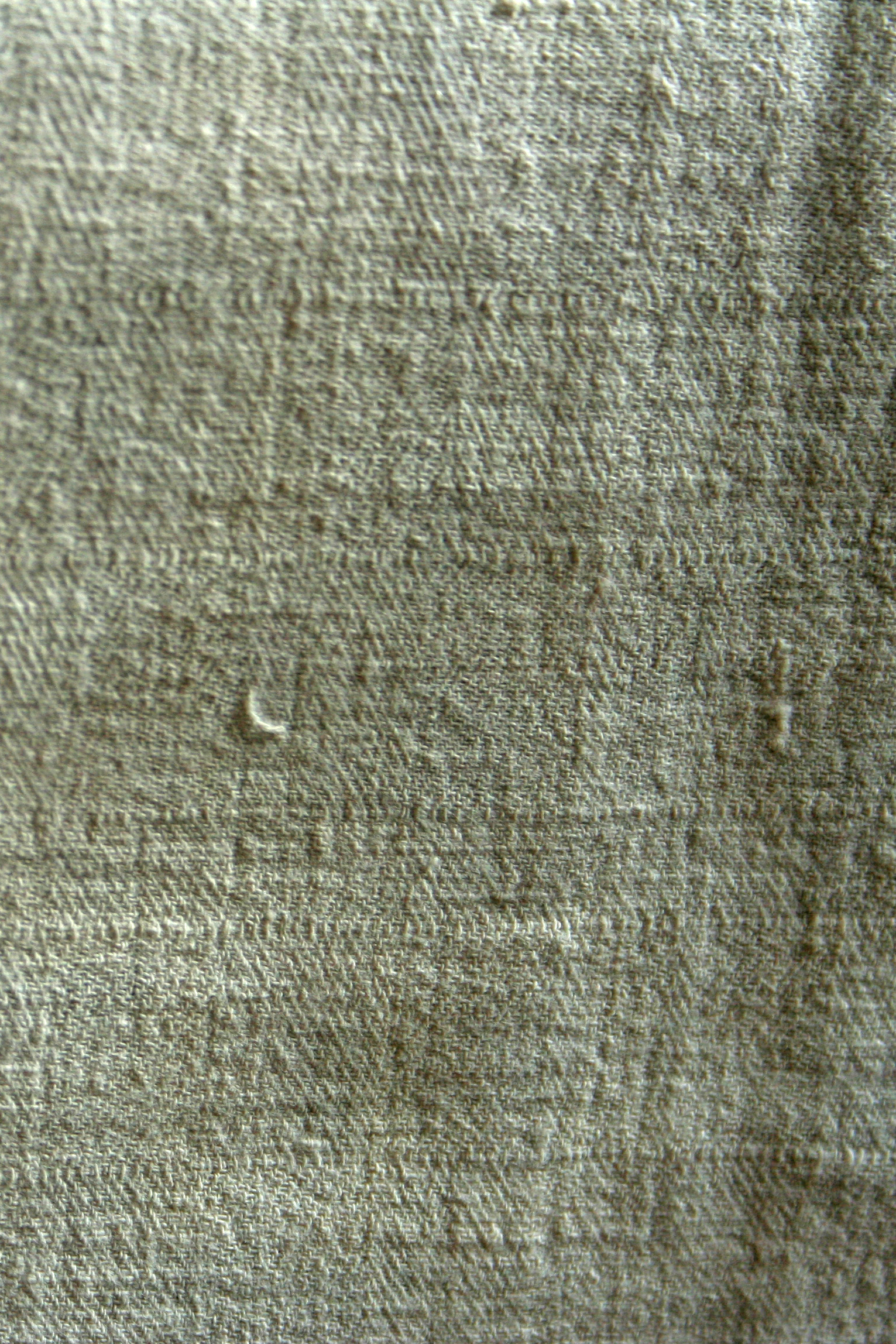
Texture d'une toile de lin du début du XXe siècle.

- Chanvre (fibre douce et solide, graines comestibles) ;
- Jute (très utilisée, la moins chère après le coton) ;
- Kenaf (l'intérieur des tiges fournit aussi des fibres ; feuilles comestibles) ;
- Lin (produit le lin textile) ;
- Lotus (filé pour produire du tissu en Birmanie et au Cambodge) ;
- Orties (feuilles comestibles), notamment la grande ortie, l'ortie de l'Himalaya et Urtica parviflora ;
- Ramie (une urticacée plus résistante que le coton ou le lin) ;
- Trichostigma octandrum (aussi utilisé pour le cerclage des tonneaux et la fabrication de paniers, feuilles comestibles, usage médicinal).

Autres fibres (feuilles, fruits…)
- Abaca (un bananier, dont les feuilles produisent le chanvre de Manille) ;
- Alfa ;
- Ananas sativa (feuilles qui permettent de fabriquer la piña) ;
- Ananas erectifolius (ou Curaua) pour la fabrication de câbles
- Asclepias (filaments entourant les graines) ;
- Bambou ;
- Bromelia karatas, une broméliacée ;
- Coton ;
- Fibre de coco (extraite de l'écorce de noix de coco) ;
- Lin de Nouvelle-Zélande (Phormium) ;
- Kapok ;
- Papayer (tige et écorce sont utilisées pour la fabrication de cordes) ;
- Papyrus ;
- Sansevieria trifasciata (ancien usage de cette agave décorative commune) ;

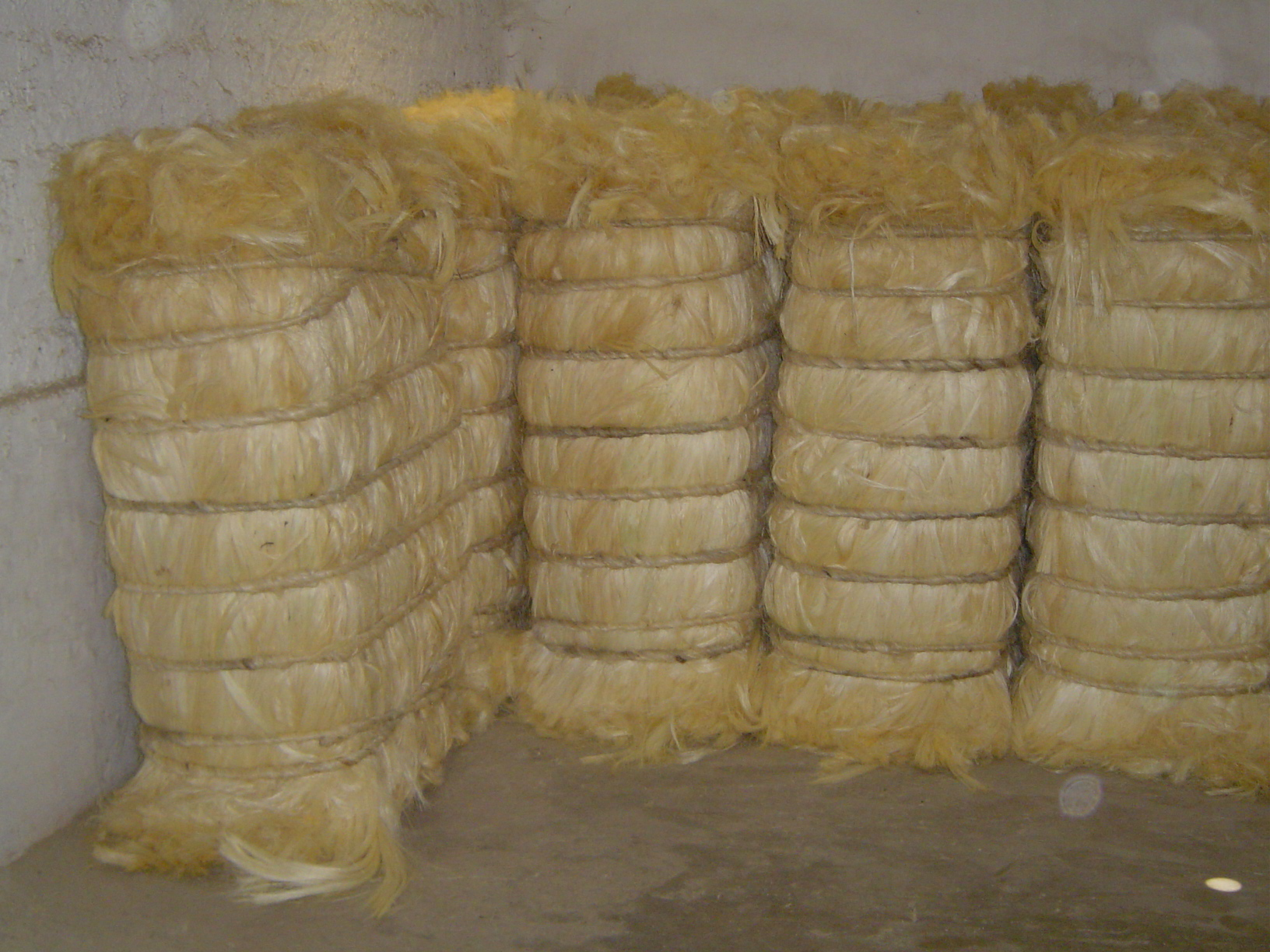
Paquets de fibres de sisal.

- Sisal (une agave) ;
- Yucca (une agave).  Paquets de fibres de sisal.